# Kızıl Ahmedli Mustafa Pacha
 (avril 2018).
Pour les articles homonymes, voir Kara Mustafa, Lala Mustafa Pacha, Moustapha Pacha et Pacha (titre).
Kızıl Ahmedli Mustafa Pacha est un commandant militaire ottoman né en 1495.

## Biographie
Mustafa Pacha est le fils de Mirza Mehmet Bey et de Kamer Sultan, fille du Sultan Bajazet II et de Gülrüh Hatun. Il est le frère de Musa Pacha et de Şemsi Ahmet Paşa. Il fait partie de la dynastie Candar issue de la branche descendante de Kızıl Ahmed (dernier dynaste de Candar).
En 1565, il reçoit le commandement, sous les ordres de Soliman le Magnifique, du Grand Siège de Malte qu'il ne peut prendre. En 1566, il prend part au siège de Szigetvár en tant que cinquième vizir aux côtés du sultan Soliman et de son frère Şemsi Ahmet Paşa, alors Beylerbey de Roumélie, avec qui il parvient à s'emparer du château de Babócsa.